# Apaegocera aurantiipennis
Apaegocera aurantiipennis là một loài bướm đêm trong họ Noctuidae.